# オーガスタス・エドウィン・マルレディ
オーガスタス・エドウィン・マルレディ（Augustus Edwin Mulready、1844年2月23日 – 1904年3月15日）はイギリスの画家である。ロンドンの貧しい子供たちを描くことが多かった。

## 略歴
ロンドンで生まれた 。祖父のウィリアム・マルレディ(1786-1863)は人気のある風俗画家、挿絵画家で、祖母のエリザベス(1784–1864)は有名な水彩画家ジョン・ヴァーリイの妹で、自らも画家だった。父親のウィリアム・マルレディ Jr.(1805-1878)は肖像画家、絵画修復家として働いた。
17歳になった1861年からサウス・ケンジントン学校で学び、人物画を描くようになった。同じ年に有力な画家、ジョン・コールコット・ホーズリー(John Callcott Horsley: 1817-1903)の推薦で、ロイヤル・アカデミー・オブ・アーツに入学した。マルレディはその後もホーズリーから支援を受けることになった。
1863年に亡くなった祖父のウィリアム・マルレディの名声は、没後も衰えることなく、回顧展が開かれたり、その業績が語られるなかでマルレディは活動しなければならなかったが、1863年から1880年までロイヤル・アカデミー・オブ・アーツの展覧会に作品を出展し、ロンドンの画廊、Hanover Galleryやリヴァプールなどの画廊で展示会を行った。1879年のリヴァプールの画廊に出展した作品が、地元の新聞で称賛された 。
1870年頃から、ケント州の農村クランブルック(Cranbrook)に住んで住民の日常生活を描いたクランブルック・アートコロニーのなかで活動した。1871年に、アートコロニーの中心的な人物、フレデリク・ダニエル・ハーディ(Frederick Daniel Hardy: 1827-1911)の住まいの近くに住んだ。トーマス・ウェブスターやジョン・コールコット・ホーズリーもクランブルックで活動した。アートコロニーの他のメンバーよりも若く、マルレディの描く風俗画は子供たちの貧困など、社会性を帯びたものになった。
1874年にロンドンに戻り、ロンドンの通りの悪童や花売りの少女を描いた。子供たちの背景の壁には古びたが張り紙がしばしば描かれた、

## 作品

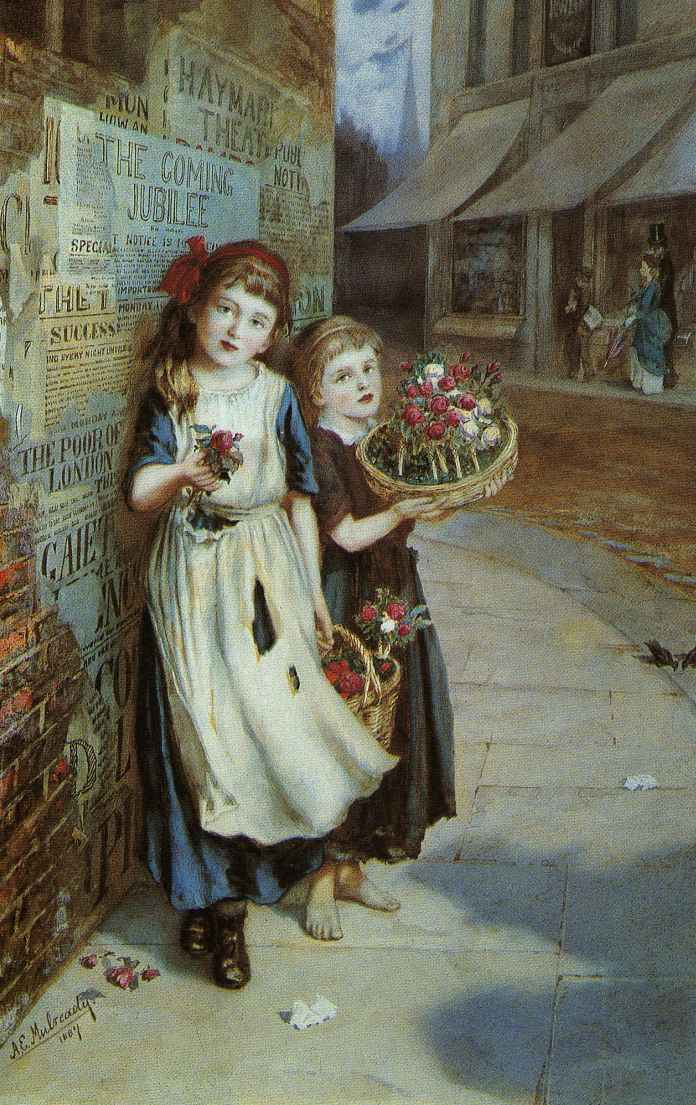
小さな花売り (1867)
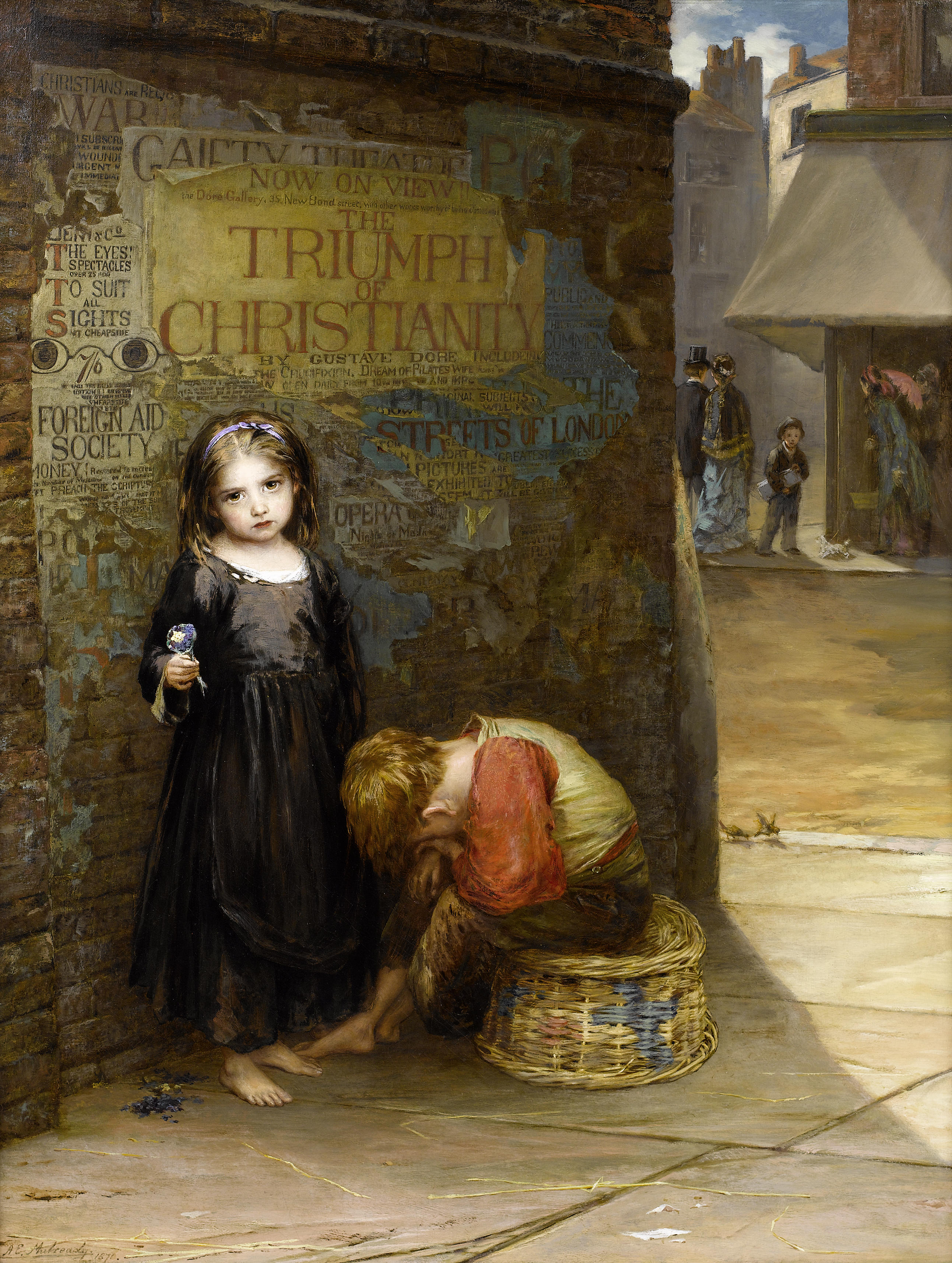
ほったらかしの子供
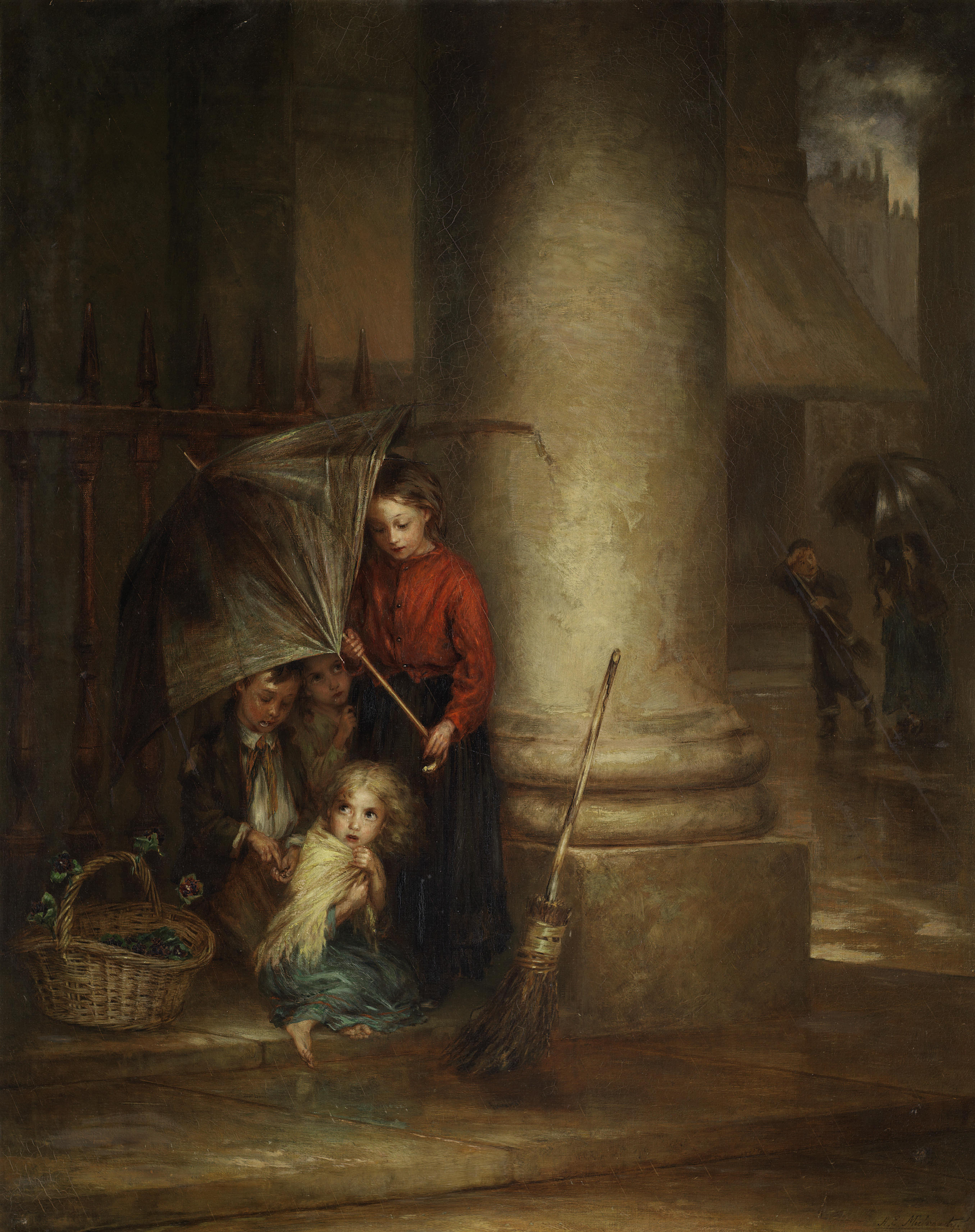
にわか雨
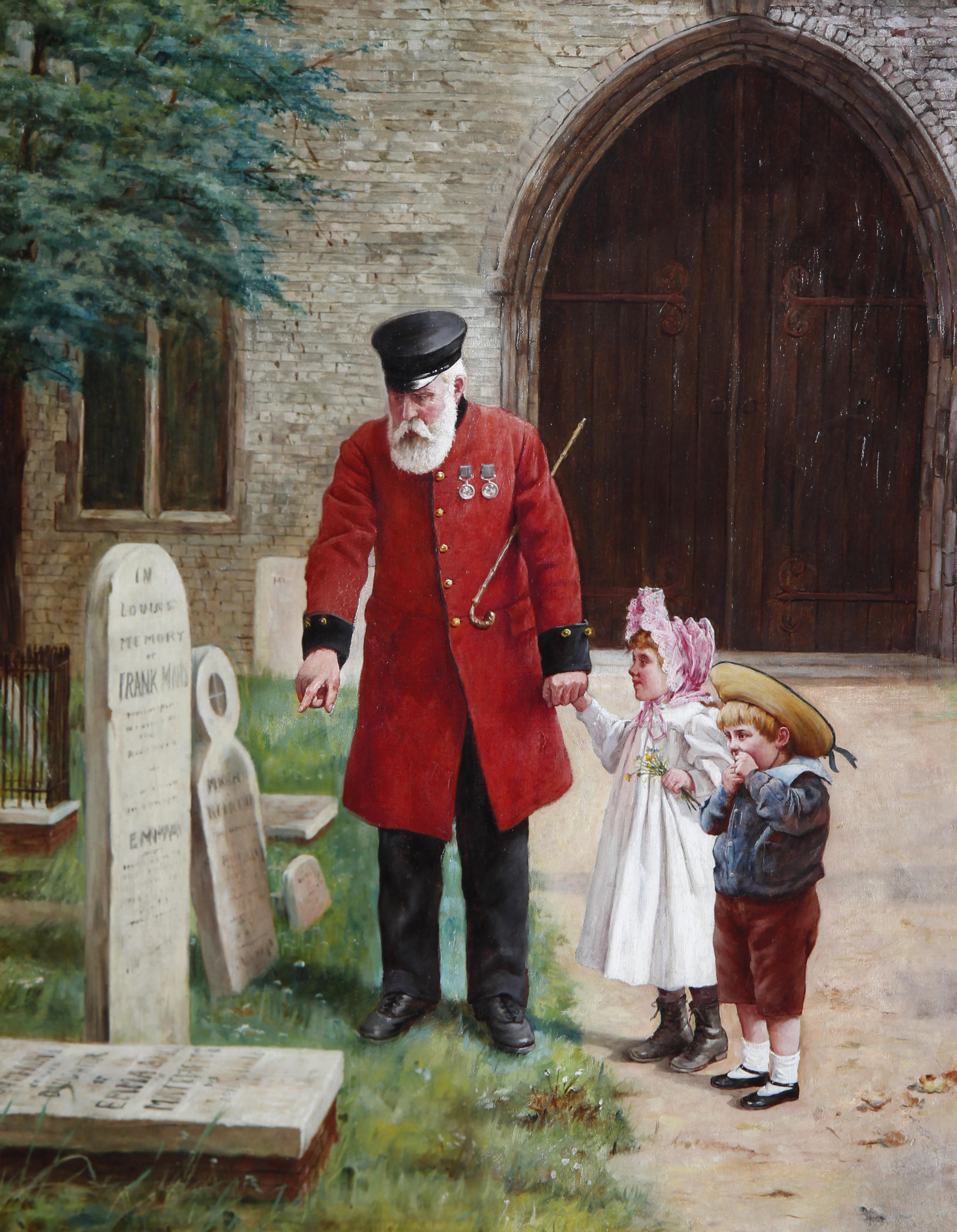
お爺さんとの散歩

## 関連文献
- The Cranbrook Colony. Exhibition at The Vestry Hall, Cranbrook. June 29-July 11, 1981 (catalogue).
- Cowling, Mary. Victorian figurative painting: domestic life and the contemporary social scene (Papadakis, 2000) p167